# Церква святого апостола Івана Богослова (Довжанка)
Церква святого апостола Івана Богослова в Довжанці — парафія і храм греко-католицької громади Великоглибочанського деканату Тернопільсько-Зборівської архієпархії Української греко-католицької церкви в селі Довжанка Тернопільського району Тернопільської области.

## Історія церкви
Перша писемна згадка про село датується 1473 роком. Поселення, що знаходилося за 2 км від сучасного місця, було спалене татарами. У 1795 році на новому місці був збудований храм Святого Апостола Івана Богослова з тесаного каменю в готичному стилі. Його фундатором став Ігнатій Мячинський, а до 1939 року ним опікувалася графська родина Борковських. За служіння о. Лева Бачинського у 1905 році збудували дзвіницю з тесаного каменю.
У 1946 році парафія і храм були приєднані до РПЦ. Відновлення парафії в лоні УГКЦ відбулося 25 серпня 1991 року. При парафії діють такі спільноти: «Матері в молитві», Марійська дружина, Вівтарне братство, братство тверезості, а також братство «Почитання першої п'ятниці».
На території парафії встановлено різні фігури та хрести, а також є капличка Богородиці Неустанної Помочі, збудована у 2009 році за кошти меценатів Ігоря Юника і Костянтина Кізими та освячена о. Павлом-Романом Репелою.

## Парохи
- о. Дмитро Лучаківський (1845—1865),
- о. Анатолій Окуневський (1865—1866),
- о. Дмитро Лучаківський (1866—1886),
- о. Петро Білинський (1893—1896),
- о. Остап Нижанківський (1896—1897),
- о. Лев Бачинський,
- о. Володимир Гірка (1917—1959),
- о. Омелян Драпінський,
- о. Мар'ян Оберлейтнер,
- о. Мирослав Гордійчук,
- о. Володимир Хомкович (1995—2005),
- о. Михайло Живчак (з 28 липня 2005).